# هدهد ماداگاسکار
هدهد ماداگاسکار (نام علمی: Upupa marginata) نام یک گونه از سرده هدهد است.